# 深圳北站
深圳北站，又称新深圳站或深圳新客站，計劃時站名為龍華站，位于中国广东省深圳市龙华区，为廣深港高速鐵路、厦深铁路、贛深客運專線以及規劃中的深湛铁路的交汇点和客运站，也是深圳地铁4號綫、5號綫和6號綫的换乘站。车站同时包含公路客运、计程车、公交等多种交通方式的转乘，共同构成一个综合性大型交通枢纽。车站于2008年开工兴建，地铁换乘枢纽部分于2011年6月22日启用，高铁候车及站台部分于2011年12月26日启用。
现时，深圳北站为广深港高速铁路南面的一个主要车站，承担部分广深高速动车组和京广高铁跨线列车的始发作业。广深港高铁全线贯通后，深圳北站每日大約有110班列车经深圳北站前往西九龙站。深圳市的铁路客运亦将形成“两主三辅”格局，其中深圳北站、深圳站为主要客运站，深圳东站、福田站、深圳坪山站为辅助客运站；而既有平南铁路深圳西站将逐步取消办理客运服务并拆除，同时将深圳西站的客运职能转移至同线的西丽站。
深圳北站现为中国铁路广州局集团有限公司广深铁路股份有限公司深圳车站管辖的车站。车站曾为广州局集团直管车站，并辖有广深港高铁沿线福田站、光明城站、虎门站、庆盛站及杭福深铁路沿线部分车站；2020年3月与原深圳车站合并组建为新的深圳车站。

## 历史

### 规划及设计
自1980年深圳经济特区设立以来，深圳站一直是本地最主要的铁路客运站。但随着列车班次不断增多，原有车站空间已不敷使用，又因其位于市中心和边境而无法扩建，因此1990年代末即提出了建设深圳市第二铁路客运站的设想。在第二客运站建成之前，深圳站的许多长途列车改由深圳西站始发。
2003年11月，深圳市政府完成了《深圳市铁路第二客运站交通规划》，建议京广客运专线与广深港高速铁路在广深段共线，形成京广深港客运专线，并将其与厦深铁路的衔接点新深圳站选址于深圳市龙华二线扩展区内，在城市规划中预留了较好的建设条件。2005年深圳市与铁道部分别完成了《国家铁路深圳地区布局规划》和《深圳铁路枢纽总图规划》，就新深圳站选址、广深港客运专线在深圳境内线位方案达成一致。
2005年7至10月，深圳市政府与铁道部联合开展了“国家铁路深圳新客站综合规划国际咨询”，邀请了国外4家设计公司与3家国内铁道勘察设计院，组成4个设计联合体，提出深圳北站综合枢纽规划的初步方案。2006年8月，双方联合签署了《铁道部、深圳市人民政府关于广深港客运专线深圳境内设站事宜备忘录》。2007年6月深圳市在铁道部站房招标的基础上开展了北站枢纽工程可行性研究，同年11月铁路部门完成了铁路北站站房初步设计。由于深圳市与铁道部在铁路站房与城市交通的关系上有着不同意见，前期的协调工作花费了大量精力。最终方案于2008年方完全确定。

### 更名
深圳北站在规划和设计阶段，曾经使用多个名称，如新深圳站、深圳新客站、龍華火車站等。2008年12月23日，深圳市规划局发布公告，新深圳站正式命名为“深圳北站”。而位于广深铁路上，原称深圳北站的货运、编组站，则恢復初名笋岗站。

### 地铁车站开通
4號綫二期于2011年6月16日开通运营。由于此时5號綫尚未开通，故2011年6月16日至6月21日期间，深圳北站的4号线月台部分依旧保持封闭状态。4號綫大部分列车会以不停站的方式通过深圳北站，少数4号线列车虽然会在深圳北站停车，但并不会打开车门让乘客上下车。6月22日5號綫开通后，地铁深圳北站方正式启用。在高铁开通前长达半年的时间里，深圳北站只有地铁换乘和公交接驳功能，车站的主体部分——高铁车站则一直在施工，并未启用。

### 高铁车站开通
高铁深圳北站曾多次延遲開通時間，由2010年11月廣州亞運舉辦前更改至同年12月28日，再更改為2011年8月8日通車，最后延迟至2011年12月26日。受7·23溫州動車追尾事故的影響，加上中國開始反思高鐵建設，高速鐵路降速等問題，使深圳沒有趕上好時機，也使通車時間一再推遲。但是广深港高速铁路的运行试验一直在低调地进行，长达半年之久。2011年12月26日上午，广深港高铁广深段开通暨深圳北站启用仪式举行，铁道部部长盛光祖、广东省委书记汪洋、广东省原省长黄华华及代省长朱小丹等人出席仪式。上午10时40分，首发列车G6126次缓缓驶出深圳北站，并于28分钟后直达广州南站，标志着广深港高铁广深段正式投入运营。
开通初期，深圳北站只有前往广州南站的班次。乘客若要前往武广高铁各站，需要同时购买两张车票并在广州南站出站转乘。2012年4月1日起，广深港高铁与武广高铁双向直通，广深港高铁实行新运行图，深圳北站增加了20对前往武汉站和长沙南站的班次，取消了原先用于在广州南站不出站转乘的中转换乘卡。任何需要在广州南站换乘的乘客，均可凭纸质车票直接从站台层上楼，返回候车大堂，无须出站。

## 車站布局

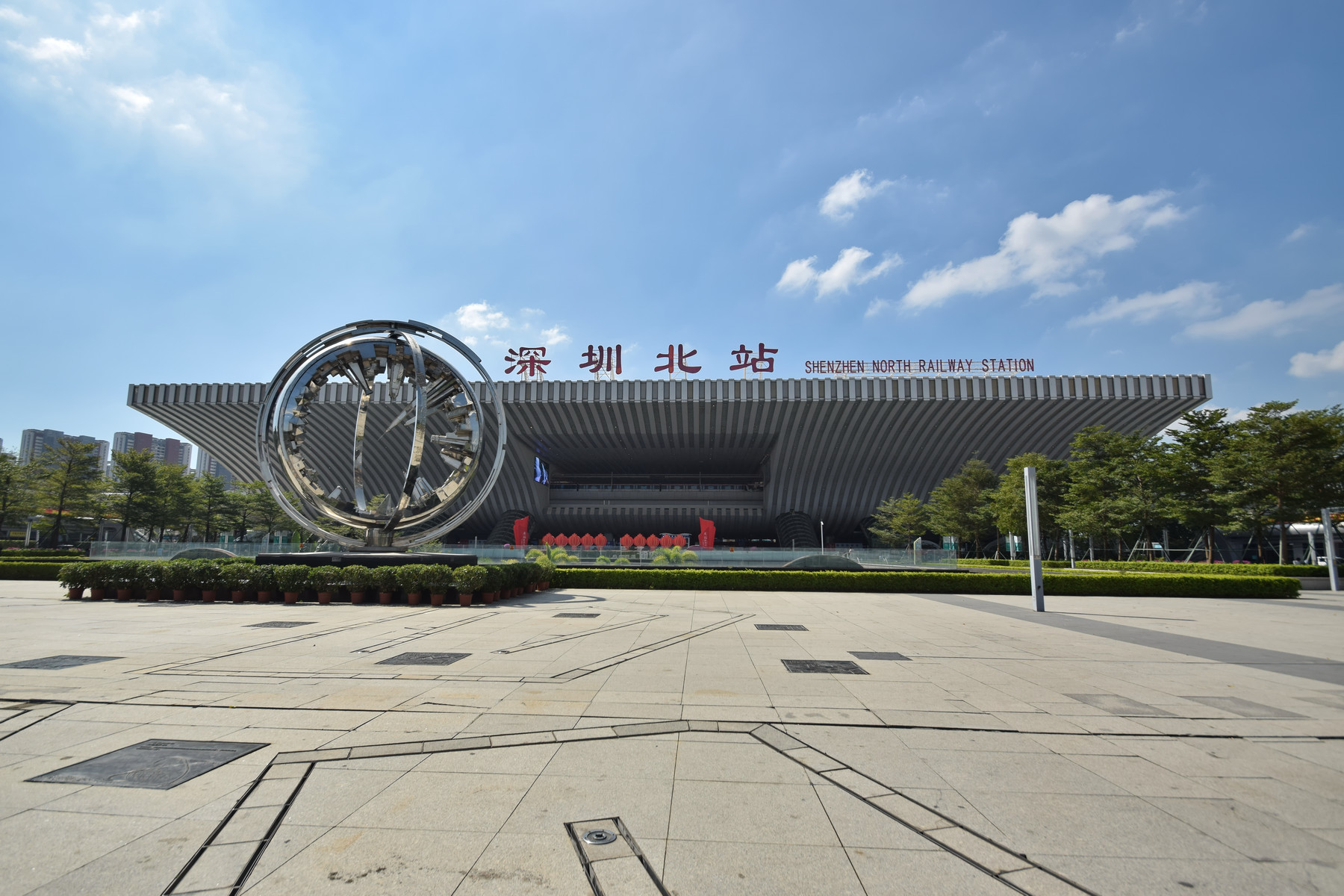
东广场

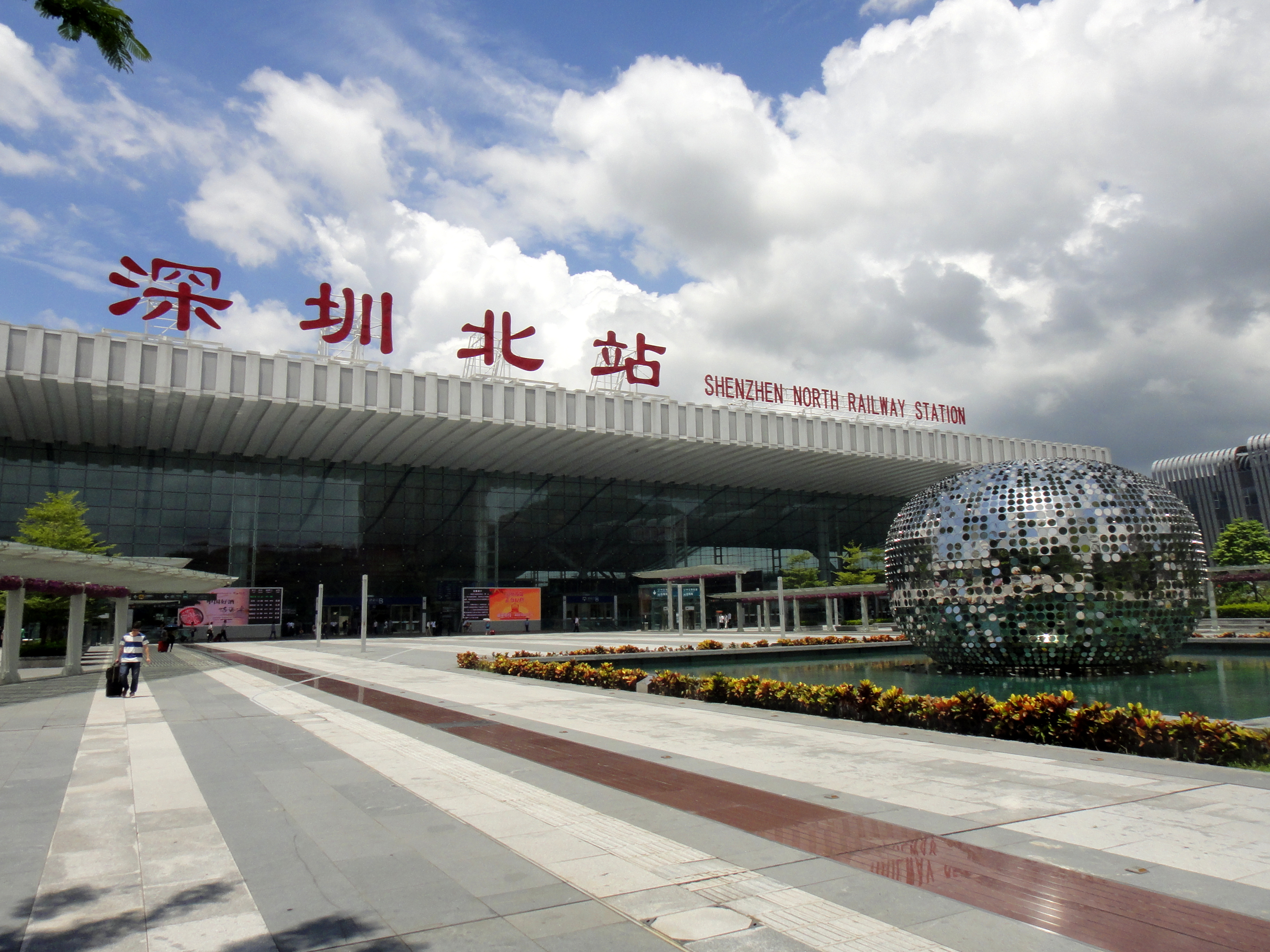
西广场

深圳北站位于深圳市龍華區东南部，原龙华二线扩展区的中部。北邻未来龙华中心区，西邻福龙路和水源保护区，东邻梅观高速公路，南侧为留仙大道及白石龙居住组团，距离深圳市中心区9.3公里。其选址位于深圳市的几何中心和人口中心，具有较为优越的发展条件。
深圳北站分为站房、东广场和西广场三个部分。总用地面积约65万平方米，建筑面积约40万平方米。其中，高速铁路呈南北方向，站房设于轨道上方；东广场是以公共交通为主导的主广场；西广场是以私人交通为主导的副广场。在平面上，北站枢纽利用高铁站房与90m标高平台主交通层形成的十字形结构，分别在东、西广场4个象限布置公交、出租、长途等常规接驳设施和运营中心，并分别通过东、西广场综合换乘大厅组织各种换乘。高铁站房、东广场、西广场最终以90m标高的人行平台为客流集散的主交通层而联系在一起，这个主交通层在规划上一直向东延伸至梅龙路，直接引导了周边街区的发展。
4號綫、6号线在深圳北站东广场高架，与高铁基本平行穿过车站大屋顶。留仙大道、玉龙路经高架桥上跨高铁股道，5號綫、平南铁路自东向西横穿整个车站；新区大道沿南北方向在国铁站房和东广场之间从地下穿过车站。出租车、公交车均通过专用道进入枢纽内部，长途客车则驶入周边多条高速公路，最大程度地减少了对城市交通的干扰。

### 站房结构

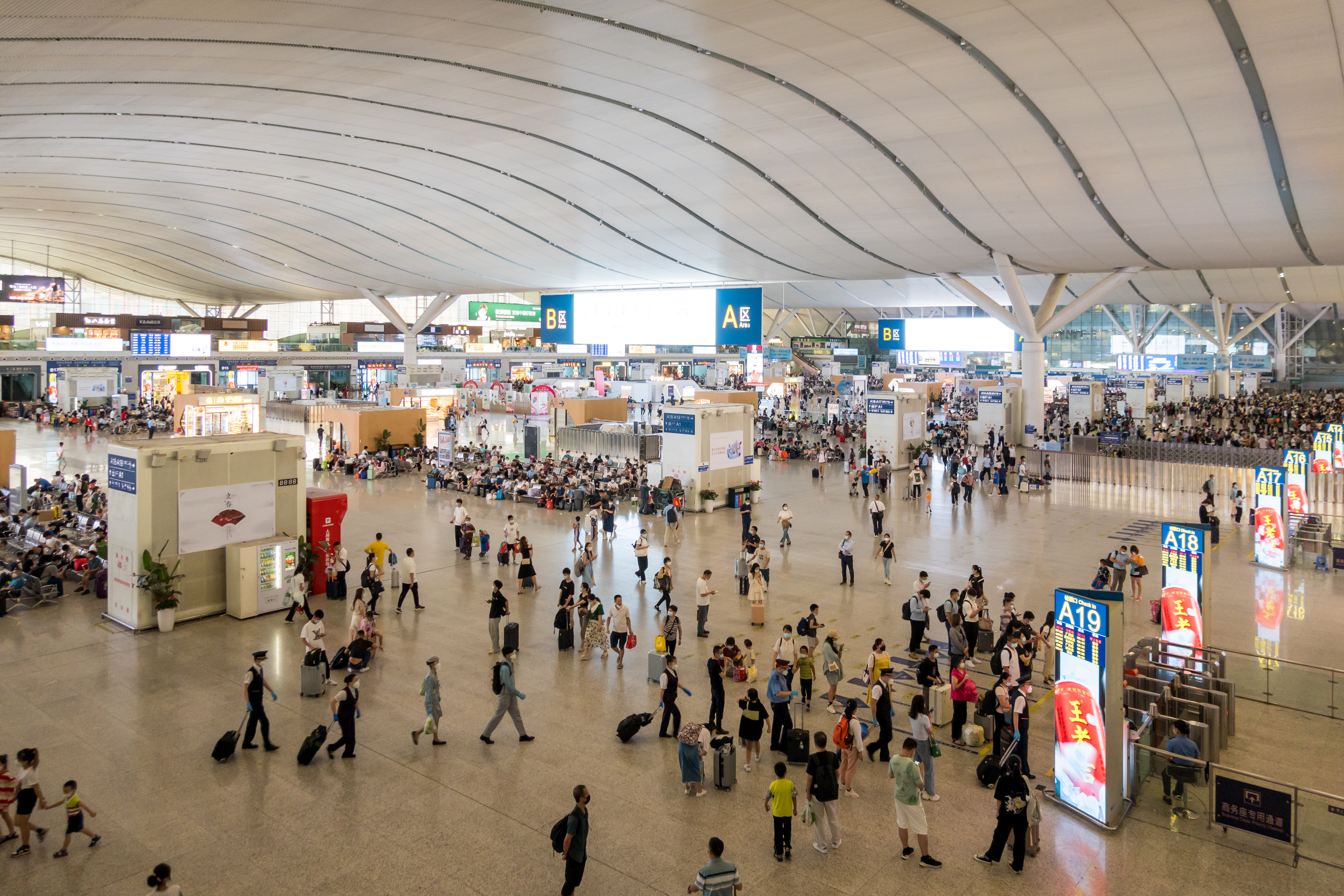
深圳北站候车大厅

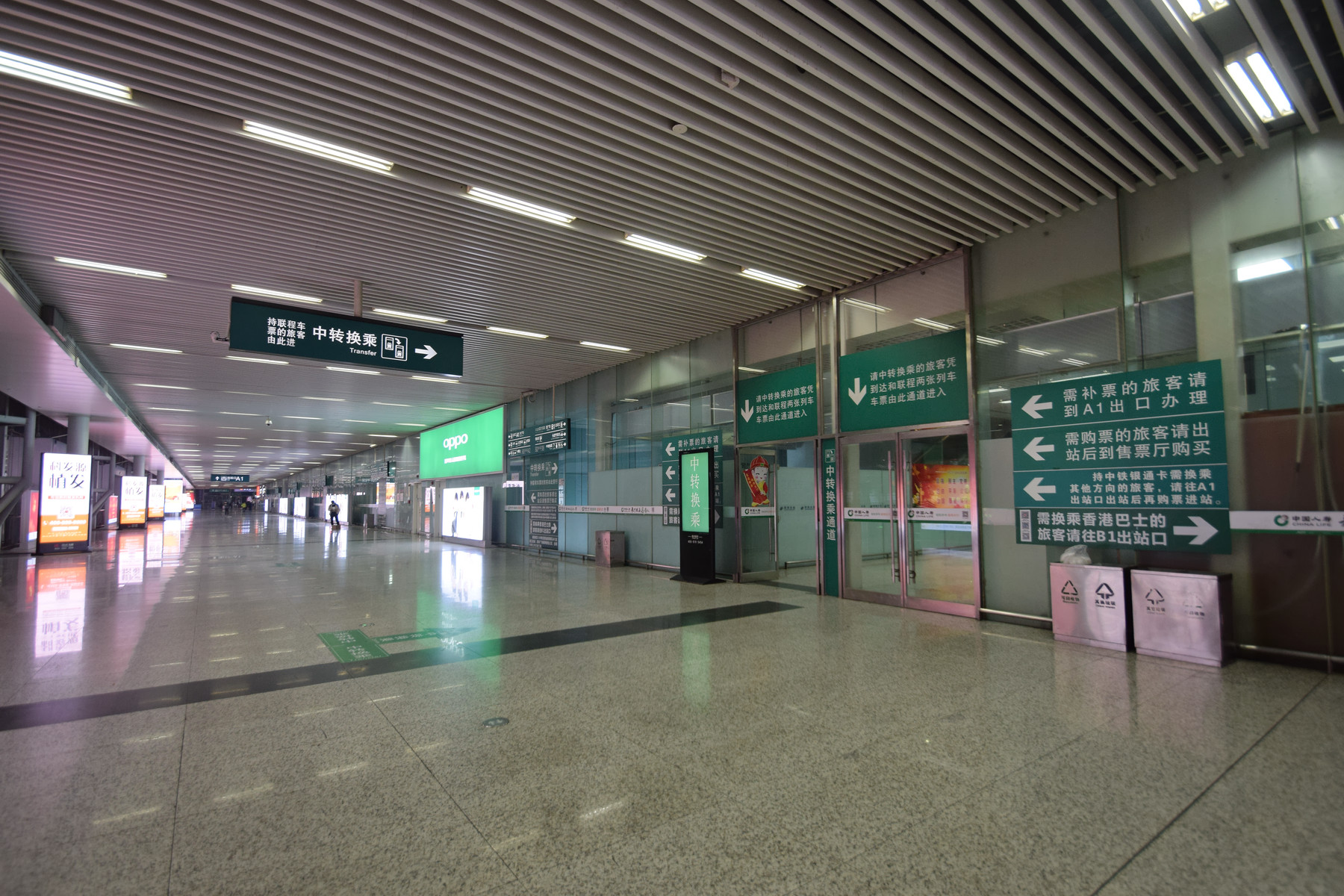
持下一程車票乘客可選擇經中转换乘通道換乘，無須重新進站及安檢。

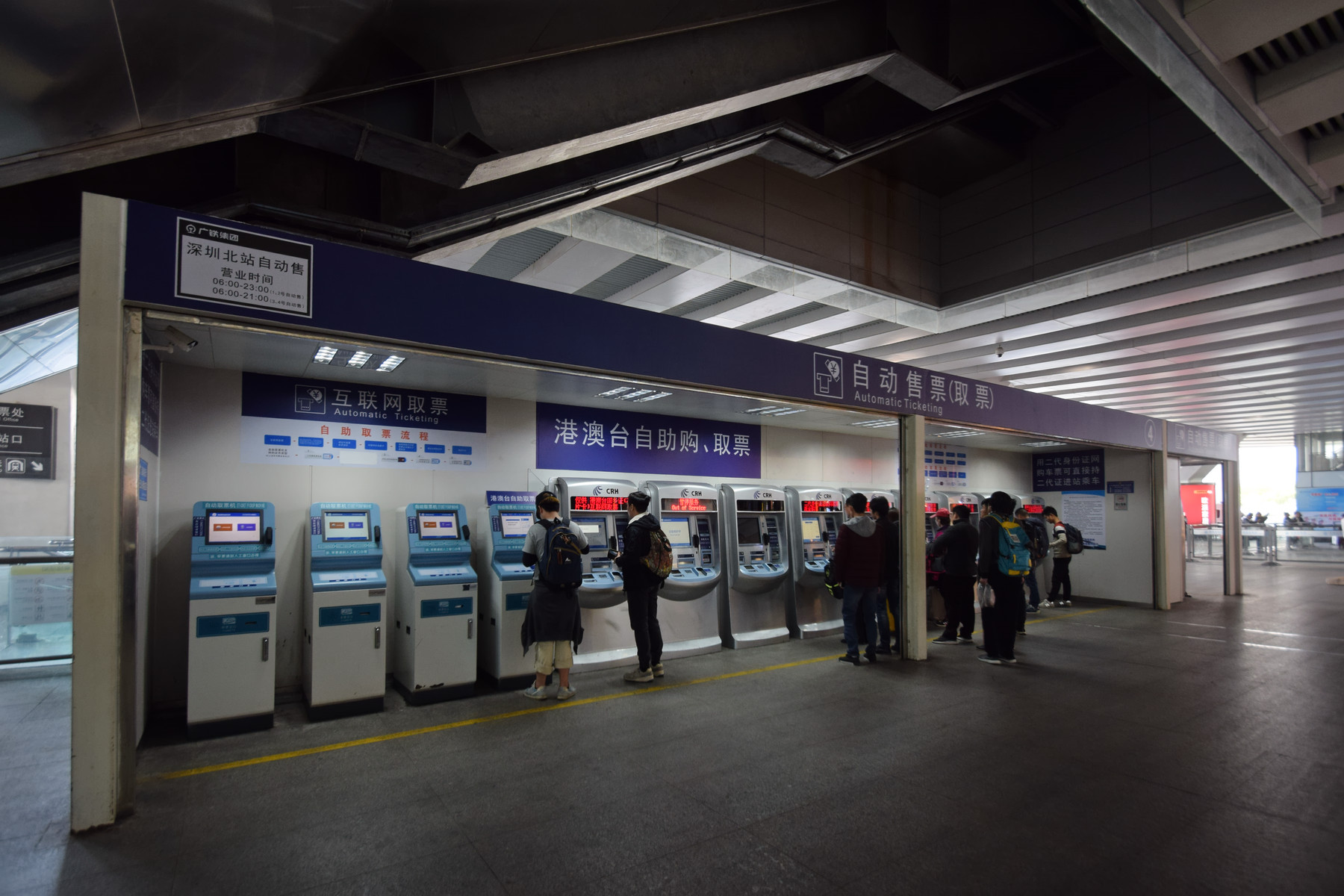
車站外設有多部自动售票机，部分售票机接受港澳回乡证購票及取票。

深圳北站站房建筑面积为75000平方米。站房采用线上高架候车结构，包括东西两个站房和高架站房。而乘坐往深圳坪山、惠阳、福田方向的捷运化列车（车次C6XXX）的旅客则在位于地下一层的专用候车室候车。
为了配合枢纽以步行人流为主、以综合换乘大厅为中心的交通流线，深圳北站采用了“上进上出”的人流组织，这也是目前中国大陆采用“上进上出”方式的大型火车站的唯一实例。同时，深圳北站取消了传统火车站巨大的站前广场的设计，旅客无需走出车站便可进行各种交通方式的换乘，节约了近50万平方米的土地用于综合开发。国土资源部亦予深圳北站高度评价，称其是国内占地面积最少、利用效率最高、换乘最方便、组织最合理的综合车站。
| 标高 （海拔） | 西广场         | 高铁车站               | 东广场       | 东广场         | 东广场         |
| 90m           |                | 高铁                   | 东广场平台   | 公交车（到达） | F2             |
| 90m           | 长途客运站     | 候车厅、售票处、出站口 | 东广场平台   | 出租车（到达） | 出租车（到达） |
| 84m           | 出租车停车场   | 高铁站台               | 综合换乘大厅 | 公交车（出发） | F1             |
| 84m           | 社会车辆停车场 | 高铁站台               | 综合换乘大厅 | 出租车（出发） | F1             |
| 78m           | 社会车辆停车场 | 高铁站到达厅           | 综合换乘大厅 | 公交车（出发） | B1             |
| 78m           | 社会车辆停车场 | 高铁站到达厅           | 综合换乘大厅 | 出租车（出发） | B1             |
| 78m           | 社会车辆停车场 | 高铁站到达厅           | 综合换乘大厅 | 社会车辆停车场 | B1             |

### 站台

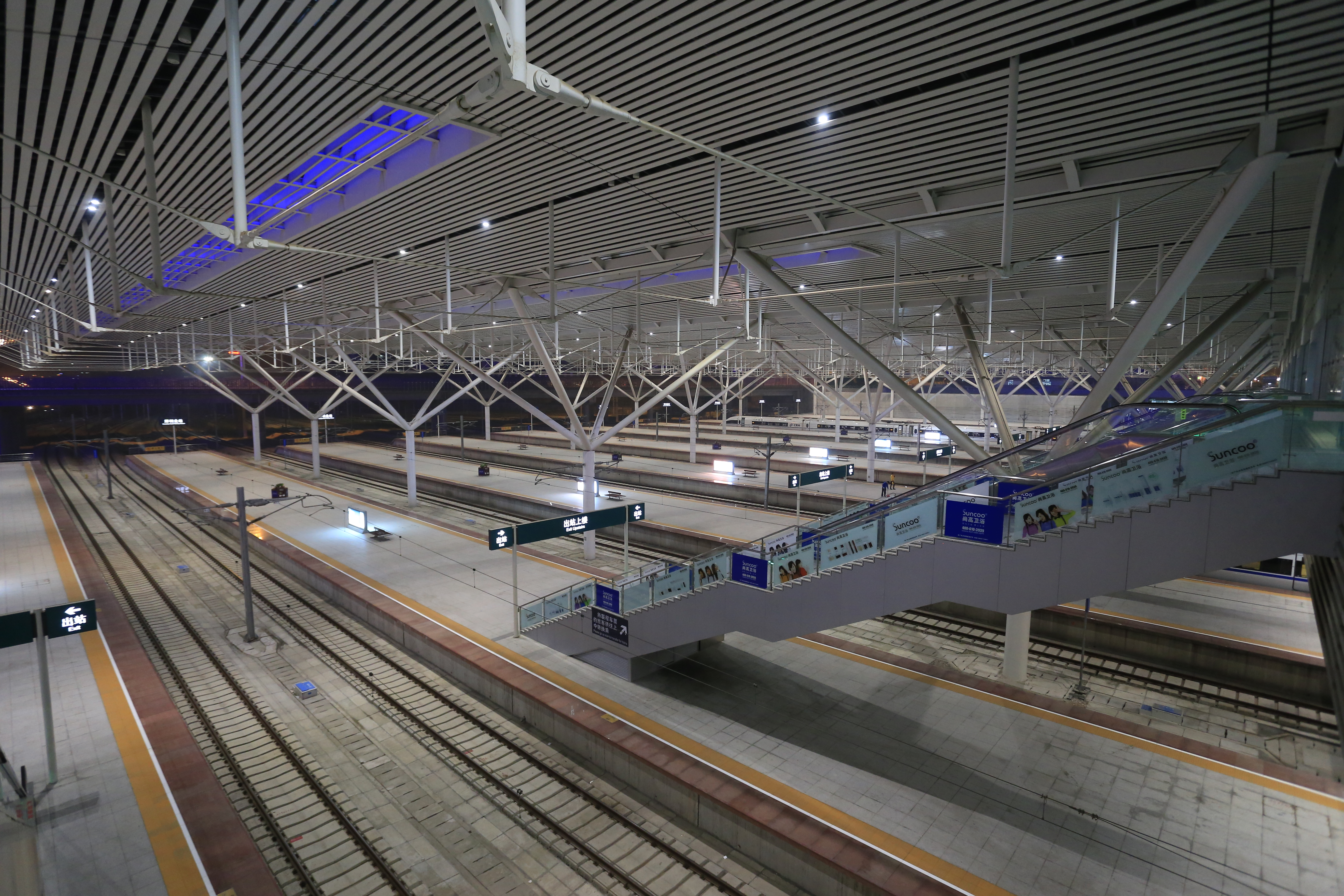
站场俯瞰

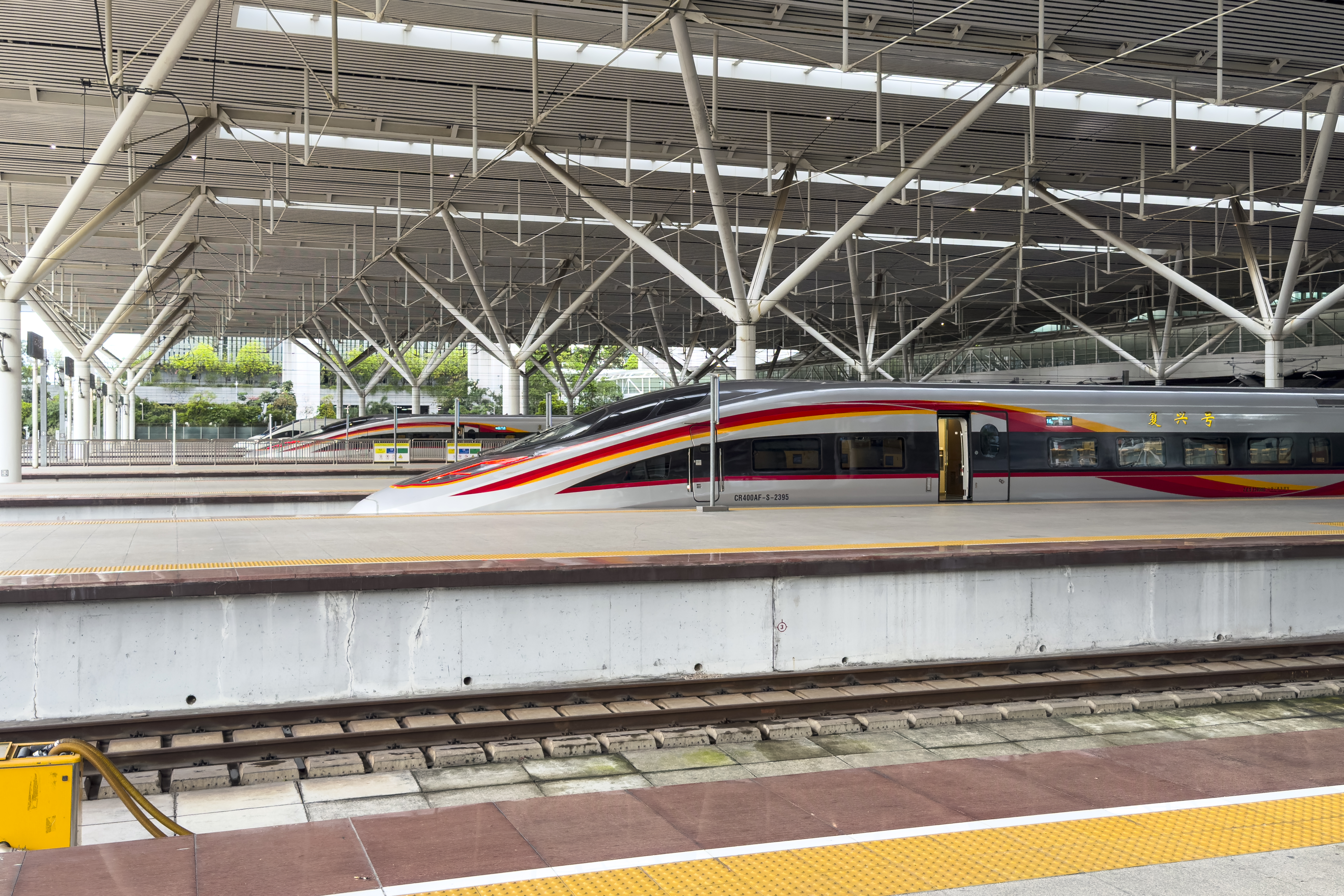
站台北侧

深圳北站目前共设有11个站台、20条轨道，包括9个岛式站台和2个侧式站台。自东向西排列。其中8号至15号站台为跨境列车专用站台。
由于有部分直达的穗港高速动车组列车不停靠本站，因此在广深港高速铁路正线旁的11站台及12站台设置了安全栅栏。此外福港、厦港、潮港和汕港动车组列车需要在本站进行换向作业，故需要停留约20分钟。
站台布置
| 东广场↑ |      |                                          |  |
|         | 侧式 |                                          |  |
| 1道     | 1    | 至深圳坪山/惠阳城际动车（C字頭）         |  |
| 2道     | 2    | 非跨境高鐵                               |  |
|         | 岛式 |                                          |  |
| 3道     | 3    | 非跨境高鐵                               |  |
| 4道     | 4    | 非跨境高鐵                               |  |
|         | 岛式 |                                          |  |
| 5道     | 5    | 非跨境高鐵                               |  |
| 6道     | 6    | 非跨境高鐵                               |  |
|         | 岛式 |                                          |  |
| 7道     | 7    | 非跨境高鐵                               |  |
| 8道     | 8    | 长途跨境高鐵（往香港西九龙站方向）       |  |
|         | 岛式 |                                          |  |
| 9道     | 9    | 长途跨境高鐵（往香港西九龙站方向）       |  |
| 10道    | 10   | 本站始发跨境高鐵（往香港西九龙站方向）   |  |
|         | 岛式 |                                          |  |
| 11道    | 11   | 广深港高速铁路正线（往香港西九龙站方向） |  |
| 12道    | 12   | 广深港高速铁路正线（往广州南站方向）     |  |
|         | 岛式 |                                          |  |
| 13道    | 13   | 本站终到跨境高鐵（从香港西九龙站出发）   |  |
| 14道    | 14   | 长途跨境高鐵（往内地其他的城市方向）     |  |
|         | 岛式 |                                          |  |
| 15道    | 15   | 长途跨境高鐵（往内地其他的城市方向）     |  |
| 16道    | 16   | 非跨境高鐵                               |  |
|         | 岛式 |                                          |  |
| 17道    | 17   | 非跨境高鐵                               |  |
| 18道    | 18   | 非跨境高鐵                               |  |
|         | 岛式 |                                          |  |
| 19道    | 19   | 非跨境高鐵                               |  |
| 20道    | 20   | 非跨境高鐵                               |  |
|         | 侧式 |                                          |  |
| 西广场↓ |      |                                          |  |

## 运营状况

### 動車開行數量

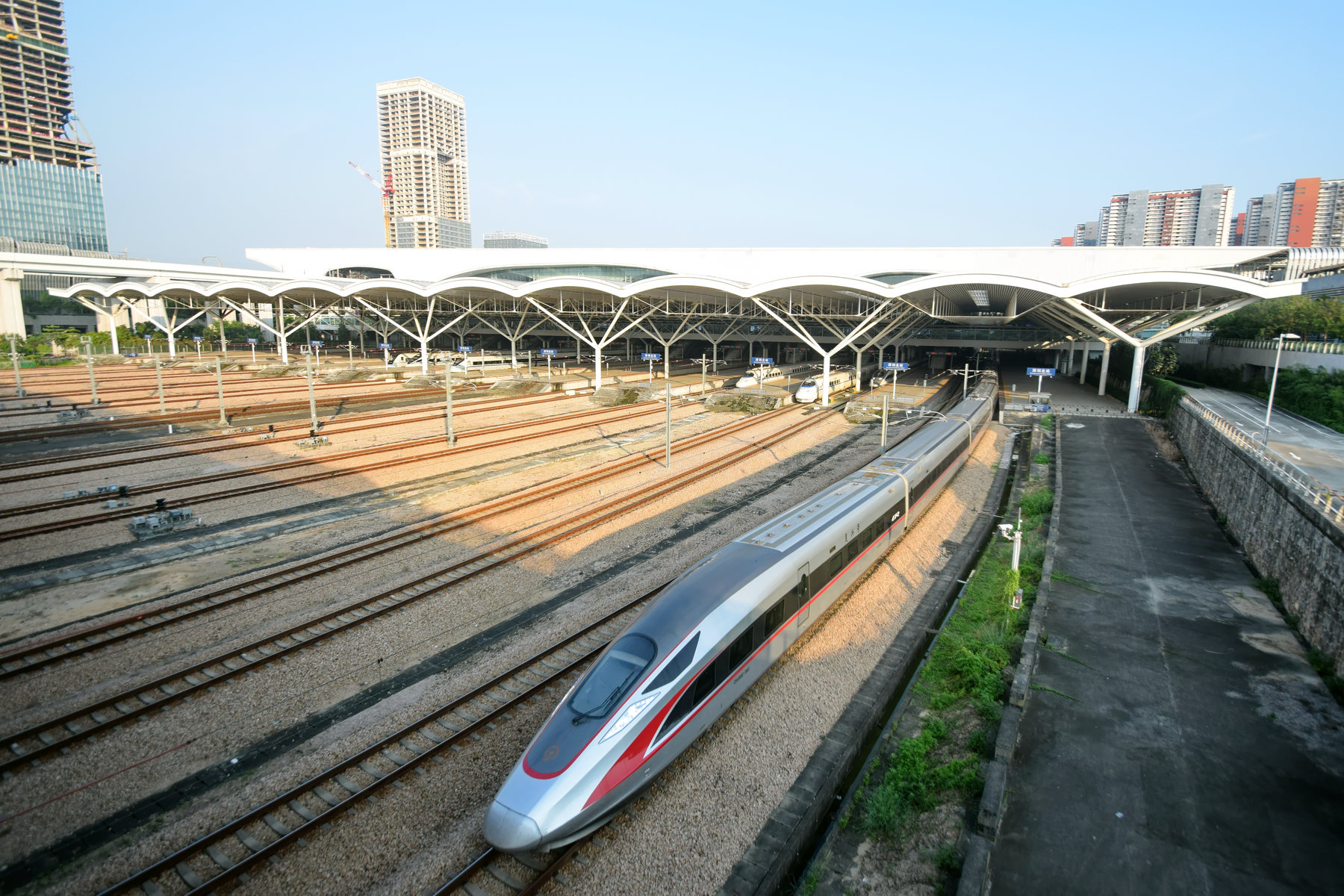
复兴号CR400AF型电力动车组从深圳北站發車

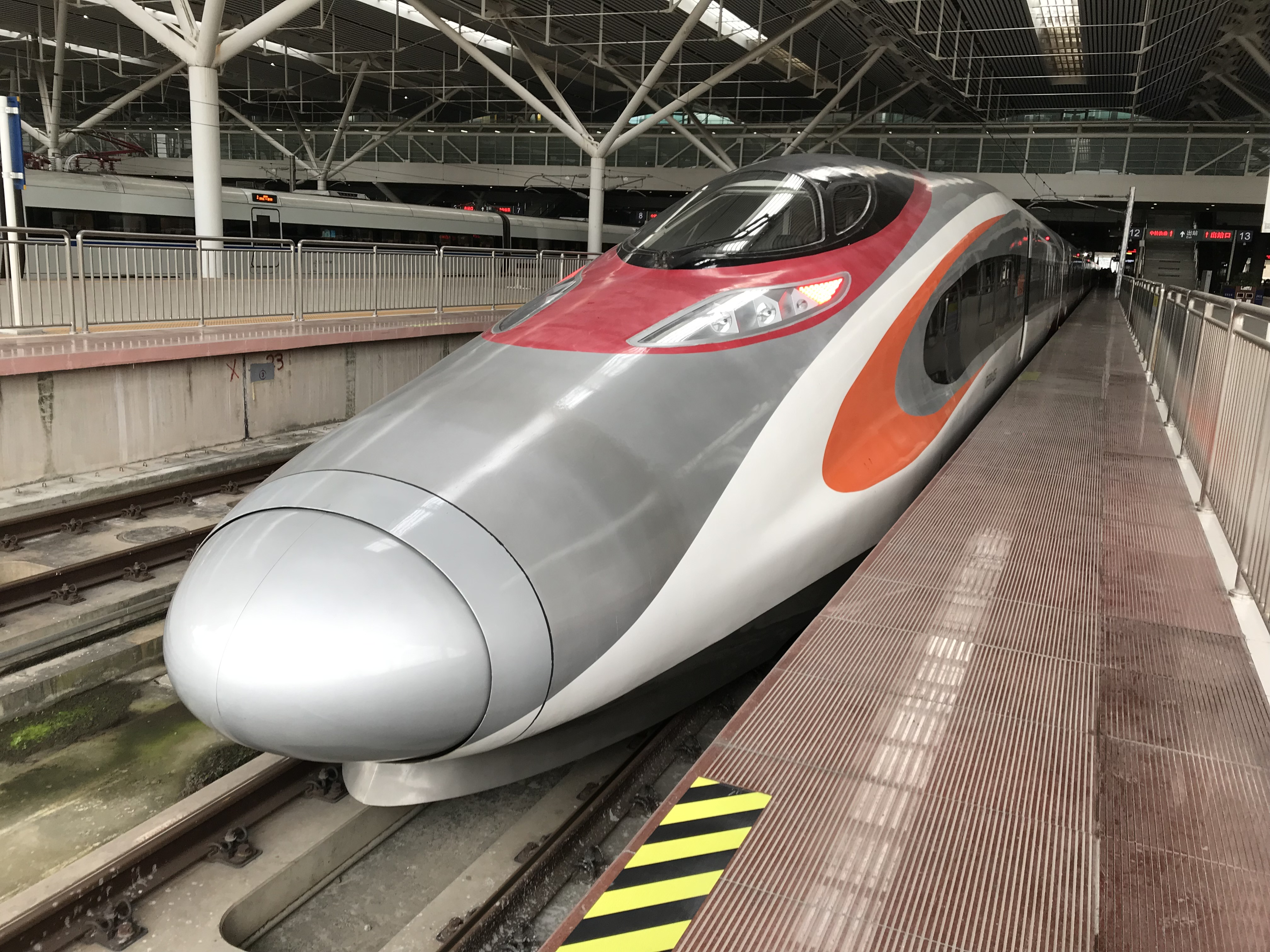
一列动感号高速动车组停靠深圳北站站台

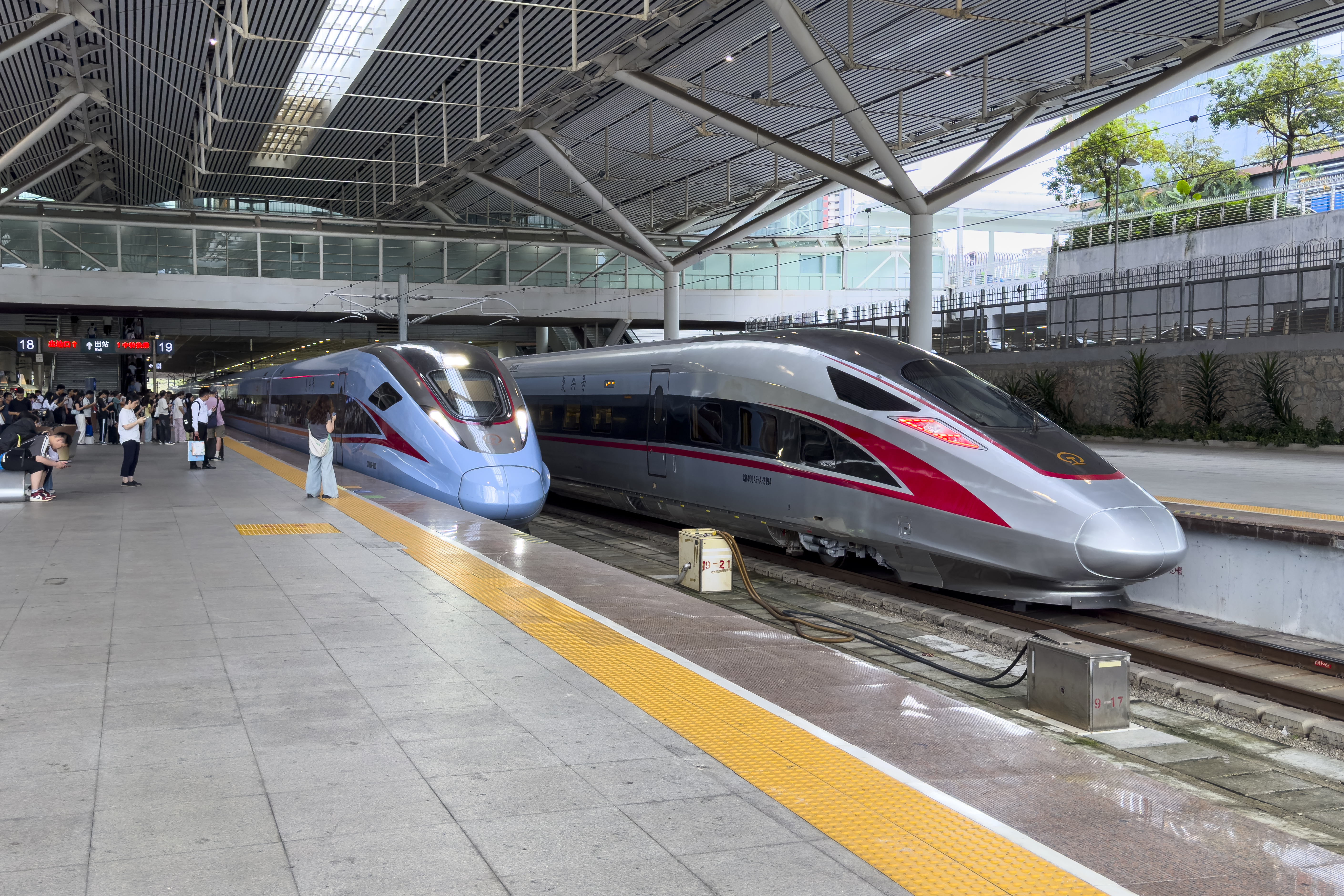
复兴号CR300AF型和CR400AF-A型电力动车组停靠在深圳北站

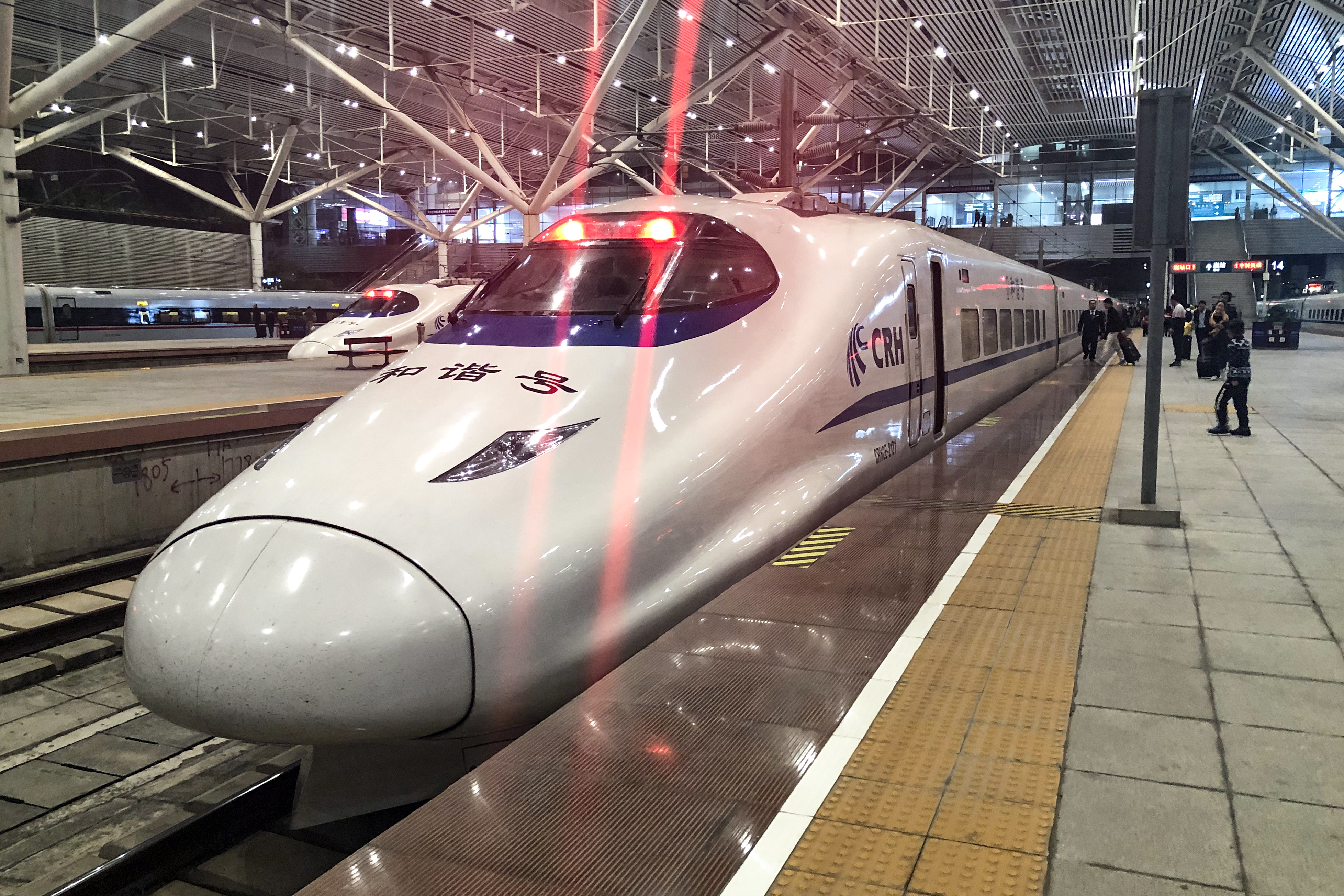
开往北京西站的D902次卧铺动车组列车在深圳北站15站台等待发车

截至2025年7月1日全国铁路季度调图，深圳北站每日满图开行1,057列车，其中始发终到519列，途经538列。
2013年12月28日，廈深鐵路通車運營，每日開行38對動車D字頭動車組。2014年4月随客流增长已经增加至每天38对列车，包括上海虹橋站3對動車、福州南站8對動車、福州站1對動車、廈門北站10對動車、龍岩站2對動車、杭州東站1对动车、南昌西站1对动车（D2321、D2322）、溫州南站1对動車。當中最遠可達合肥南站1对动车、南京站1对动车，約13個小時31分、14小时28分，每日一趟來回，車次為D3128/3125和D3126/3127、D2281和D2282。
往潮汕站始發終到動車數量為16對，當中8對D字頭動車以深圳北始發終到，另8趟為路過車，俱為廣州南站始發，中停深圳北站，亦為8對G字頭高速動車組，使用CRH380B型動車組運行。另外有一对D字头动车以饶平站为终点站。
隨著2014年12月，貴廣客運專線和南廣鐵路營運，深圳北站新增三對高速動車往桂林北，車次為G2901、G2902、G2903、G2904、G2905和G2906。行車時間大約3個半小時，較深圳站出發快速列車節省10個小時。另新增到南寧東高峰時期動車組，自2015年3月20日起，該動車組將成為常規列車，車次為G2911和G2912，大大方便前往肇慶、雲浮及梧州一帶。此外，新增到懷化高鐵列車，經滬昆客專前往。
踏入2015年，深圳北站增加了到北京西和上海虹橋的臥鋪動車組各兩對，起初为晚上十九時至二十時對開（每周开行六天），運行時間大約十一至十二小時之間，之后改为每周五至日對開（节假日期间会增开）。现深圳北站开往北京西站的臥鋪動車組有四对，而开往上海虹橋站的臥鋪動車組有一对。
合福客运专线開通後，合肥南站到深圳北將開通G1601/1602次高鐵一對，連貫黃山及武夷山兩大景點。原有動車（D3128/3125和D3126/3127）將改為南京至深圳北，經上海虹橋站，车次改为D3125/3126次。
2015年7月1日，濟南西站-廣州南站高鐵列車G279/280次伸延至本站始發/終到。
2015年7月31日，深圳北-重慶北站高鐵通車，這是首對深圳往西南地區高鐵列車，車次為G1312/1313、G1314/1311次。
2015年9月1日起深圳北站开通坪山快捷线通勤动车组，车次为C6801-C6824次，共12对，自2017年1月5日起开行数量减至5对。
2017年1月5日起，深圳北站开行至惠州南站（现惠阳站）和汕尾站的捷运化列车，其中至原惠州南站1对、至汕尾站5对。同日，配合铁路运行图调整及沪昆客运专线通车，深圳北站–昆明南站高速动车组开通，每天开行2对，车次为G2926/2927和G2925/2928、G2922/2923和G2924/2921，行经广深港客运专线、贵广铁路、沪昆客运专线。
2020年10月11日，深圳北-成都東站高鐵通車，這是首對深圳往成貴鐵路列車，車次為G4511/G4512。這對列車於2021年1月20日車次改為G2963/G2964，隨後在2023年7月1日延長至香港西九龍站。

### 旅客列車目的地
| 列車所屬路局 | 终点站 |
| ------------ | --- |
| 北京局集团   | 福田（仅有过路车）、广州南（仅有过路车）、北京西（非每日开动卧）、衡陽東、石家莊、天津西、廈門北（臥代座）、香港西九龙 |
| 成都局集团   | 贵阳北、成都東、香港西九龙 |
| 廣州局集团   | 北京西、長沙南、潮汕、重慶西、佛山西、福田（僅有過路車）、福州南、广州南、廣州東、桂林北、杭州东、合肥南、衡陽東、怀化南、惠阳、吉首东、昆明南、連雲港、婁底南、梅州西、莆田、饒平、汕头、汕尾、上海、邵阳、深圳坪山、溫州南、武漢、西安北、廈門、廈門北、香港西九龙、徐州東、岳陽東、永州、张家界西、鄭州東、珠海（仅有过路车） |
| 濟南局集团   | 濟南西、惠州北 |
| 昆明局集团   | 昆明南 |
| 南昌局集团   | 福州、福州南、赣州、景德镇北、龙岩、南昌、南昌西、萍乡北、泉州、泰宁、武夷山东、厦门、厦门北、广州南、香港西九龙（僅有過路車） |
| 南宁局集团   | 北海、柳州、南寧東、香港西九龙（僅有過路車） |
| 上海局集团   | 潮汕、阜阳西、廣州南（上海虹橋始發的動臥，非每日开）、杭州東、合肥南、惠州北、南京、上海（非每日开动卧）、上海虹橋（包含非每日开动卧）、厦门北、香港西九龙、湛江西（非每日开动卧及臥代座）、珠海（上海虹橋始發的動臥，非每日开）                                                                                                 |
| 武漢局集团   | 漯河西、武汉、宜昌东 |
| 西安局集团   | 广州南、西安北 |
| 鄭州局集团   | 郑州东、赣州西、南昌西 |
| 港铁公司     | 广州南、香港西九龍 |

## 接驳交通

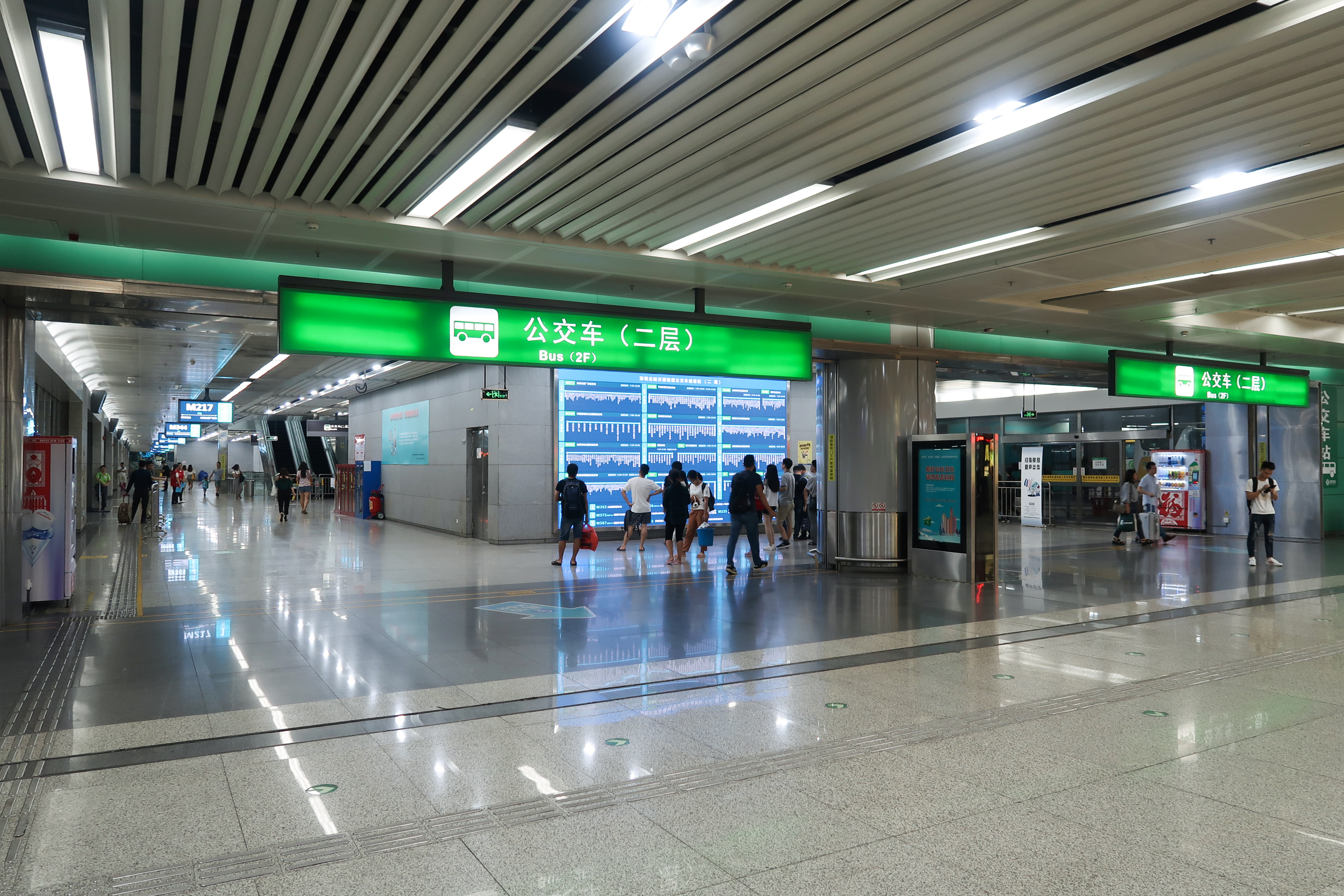
巴士站

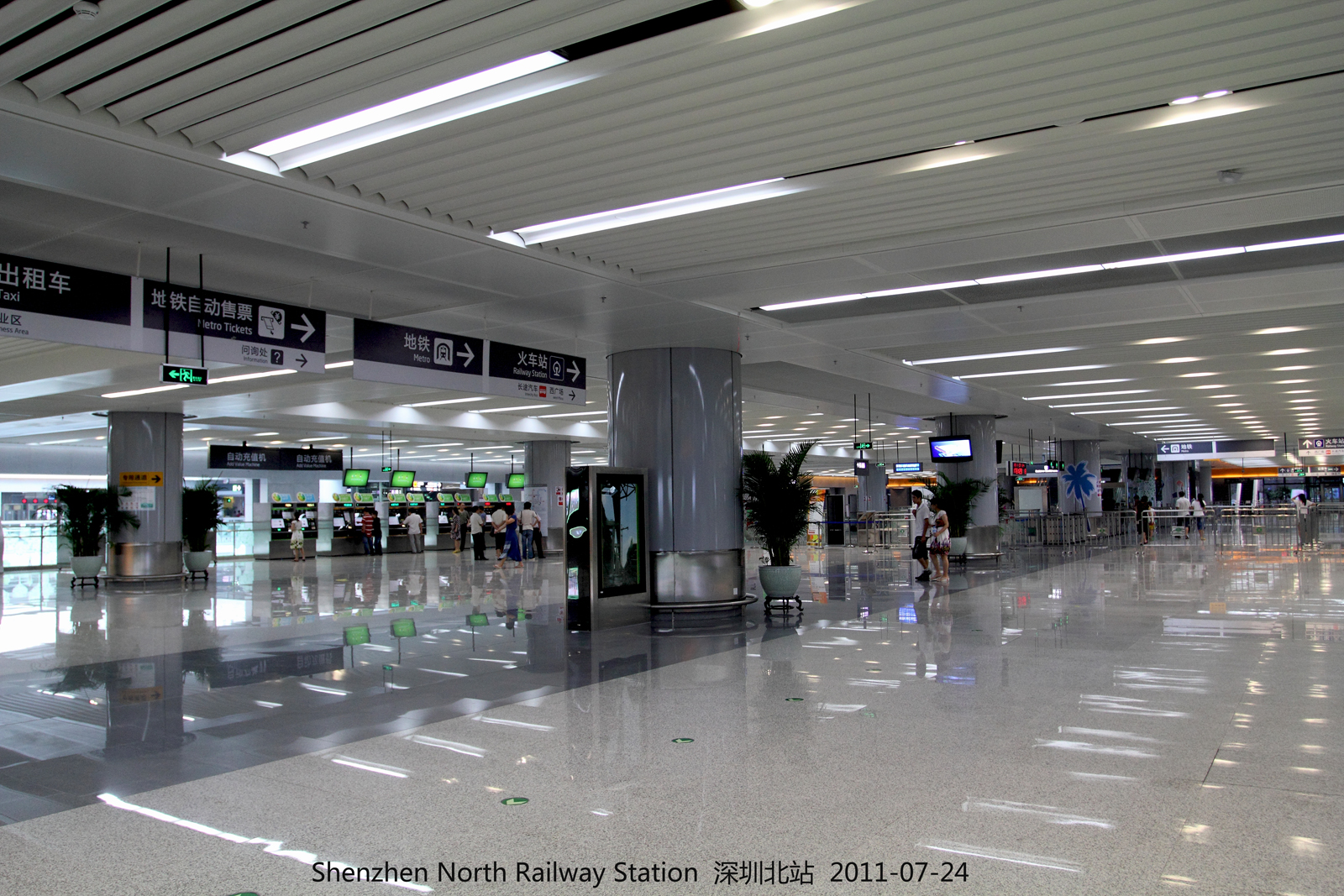
东广场地下一層大堂

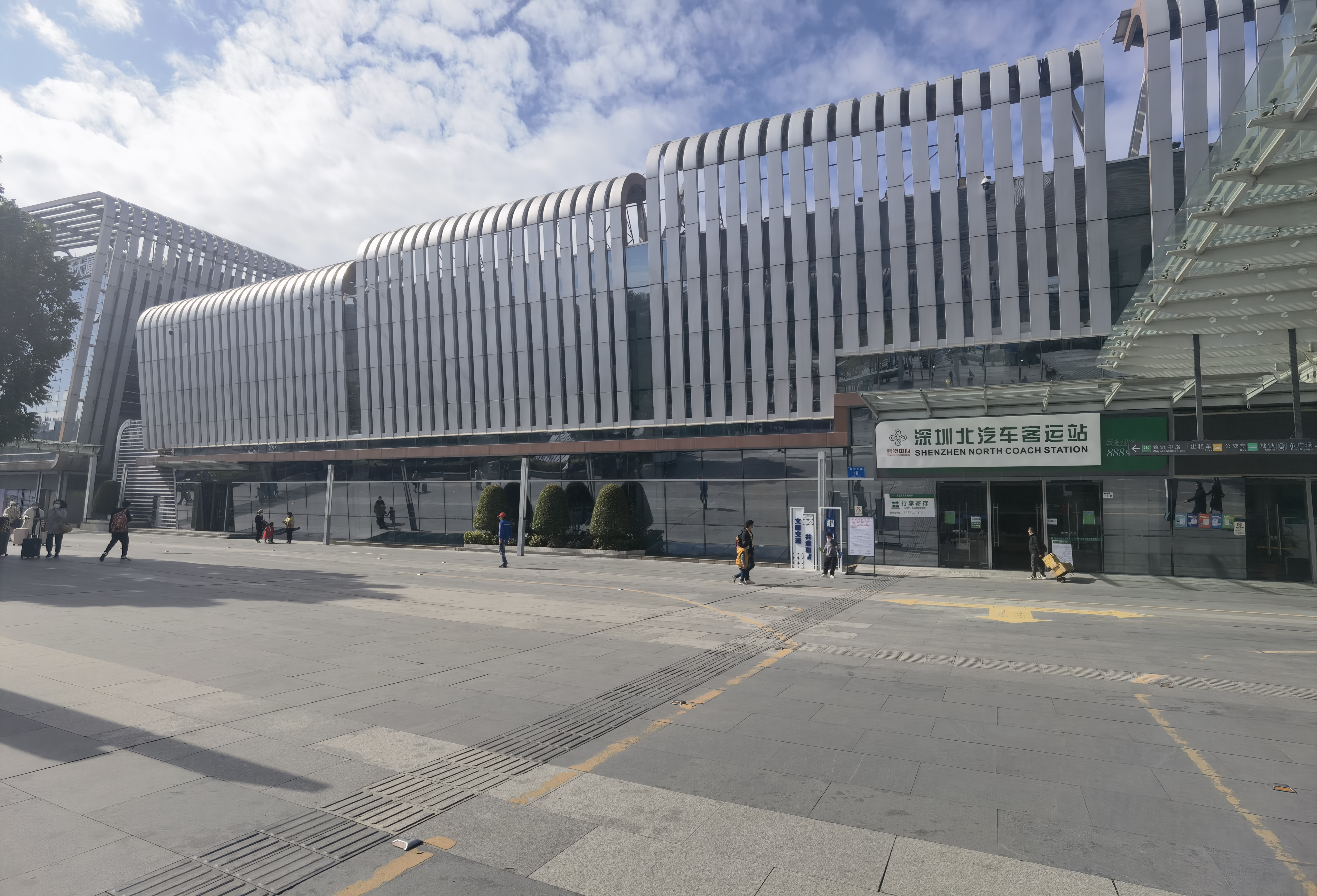
深圳北汽车站

深圳北站接驳深圳地铁4號綫、5號綫及6号线，其中4號綫和6号线车站设置在东广场高架，与高铁基本平行穿过车站大屋顶，5號綫车站自东向西下穿整个车站。
深圳北站在东广场、西广场均有巴士总站和巴士中途停靠站，线路分布以东广场为多。其中东广场的巴士场站建筑面积3.4万平方米，可停车74辆。一层和二层为巴士上客区，而三层为落客区。目前开通有巴士线路20余条，主要覆盖深圳北站周边区域，东广场外的民塘路亦设有“深圳北站东广场”中途停靠站。西广场的巴士场站位于深圳北站西北侧，西广场外的致远中路亦设有“深圳北汽车站”中途停靠站。
车站附近亦设有汽车客运站，位于深圳北站西广场北侧，车站建筑面积5076平方米，设有停发车位33个，售票窗口8个。除站内提供联网售票外，旅客还可通过自助售票机和网上购票。车站于2012年4月28日投入使用，目前开通有广州、惠州、河源、粤东、香港等方向的班线。未来每日旅客发送量可达2万人次。
| 编号 | 编号        | 线路                     | 线路 | 线路                     | 收费  | 运营商   | 备注                                            |
| ---- | ----------- | ------------------------ | ---- | ------------------------ | ----- | -------- | ----------------------------------------------- |
|      | M130        | 中海锦城花园公交首末站   | ⇆    | 深圳北站交通枢纽公交场站 | 2.5元 | 西部四分 | 原 B830（第一代）                               |
|      | M341        | 会展湾南岸广场公交场站   | ⇆    | 深圳北站交通枢纽公交场站 | 2–8元 | 西部二分 |                                                 |
|      | M352        | 华宁路公交首末站         | ⇆    | 深圳北站交通枢纽公交场站 | 2元   | 西部四分 | 原 622                                          |
|      | M567        | 新田和记总站             | ⇆    | 深圳北站交通枢纽公交场站 | 2元   | 东部一分 | 经华为基地、牛栏前市场、樟坑；原 B667（第一代） |
|      | M572        | 新田和记总站             | ⇆    | 深圳北站交通枢纽公交场站 | 2元   | 东部一分 | 经象角塘、金色半山、华南物流；原 B742（第一代） |
|      | 高峰专线137 | 深圳北动车运用所员工宿舍 | ⇆    | 深圳北站西广场公交场站   | 2元   | 西部四分 | 全年服务                                        |

| 编号                     | 编号        | 线路                       | 线路                  | 线路                     | 收费                  | 运营商                | 备注                    |
| ------------------------ | ----------- | -------------------------- | --------------------- | ------------------------ | --------------------- | --------------------- | ----------------------- |
|                          | 75          | 鹿丹村公交总站             | ⇆                     | 深圳北站交通枢纽公交场站 | 2元                   | 巴士公汽              |                         |
|                          | E7          | 龙岗义乌总站               | ⇆                     | 深圳北站交通枢纽公交场站 | 9元                   | 东部五分              |                         |
|                          | E11         | 新大公交总站               | ⇆                     | 深圳北站交通枢纽公交场站 | 10元                  | 东部五分              | 原 360                  |
|                          | E22         | 青松翠景路口               | ⇆                     | 中梅路公交首末站         | 10元                  | 东部五分              |                         |
|                          | M217        | 马山头总站                 | ⇆                     | 深圳北站交通枢纽公交场站 | 2–8元                 | 西部三分              | 原 716A                 |
|                          | M299        | 南山中心区公交总站         | ⇆                     | 深圳北站交通枢纽公交场站 | 2.5元                 | 巴士五分              |                         |
|                          | M300        | 民治股份商业中心公交首末站 | ⇆                     | 平湖任屋村总站           | 3元                   | 巴士二分              |                         |
|                          | M340        | 深圳北站交通枢纽公交场站   | ⇆                     | 新岭路公交首末站         | 2元                   | 西部四分              |                         |
|                          | M347        | 月亮湾公交综合车场         | ↻                     | 南山区行政服务大厅       | 2.5元                 | 巴士五分              | 原 76                   |
|                          | M363        | 秀峰公交总站               | ⇆                     | 深圳北站交通枢纽公交场站 | 3元                   | 东部二分              | 原 高峰专线34（第一代） |
|                          | M462        | 光明科技公园总站           | ↺                     | 阳台山东地铁站           | 3元                   | 西部三分              |                         |
|                          | M597        | 已于2024年12月1日停办      | 已于2024年12月1日停办 | 已于2024年12月1日停办    | 已于2024年12月1日停办 | 已于2024年12月1日停办 | 已于2024年12月1日停办   |
|                          | 高峰专线120 | 深圳北站东广场             | →                     | 南山中心区公交总站       | 2.5元                 | 巴士五分              | 定时班车                |
| 深圳北站交通枢纽公交场站 | 高峰专线120 | ←                          |                       | 南山中心区公交总站       | 2.5元                 | 巴士五分              | 定时班车                |

| 编号 | 编号 | 线路                     | 线路 | 线路           | 收费  | 运营商   | 备注   |
| ---- | ---- | ------------------------ | ---- | -------------- | ----- | -------- | ------ |
|      | M354 | 北站东广场临时公交首末站 | ⇆    | 观澜长途客运站 | 2.5元 | 西部四分 | 原 658 |

| 编号                     | 编号        | 线路                   | 线路                  | 线路                       | 收费                  | 运营商                | 备注                     |
| ------------------------ | ----------- | ---------------------- | --------------------- | -------------------------- | --------------------- | --------------------- | ------------------------ |
|                          | M225        | 大富路公交首末站       | ⇆                     | 北站西广场应急停车场       | 2.5元                 | 西部四分              |                          |
|                          | M339        | 菠萝岭路公交首末站     | ⇆                     | 龙悦居公交首末站           | 2.5元                 | 西部四分              |                          |
|                          | M353        | 华韵路公交首末站       | ⇆                     | 深圳北站西广场公交场站     | 2元                   | 西部四分              | 原 614                   |
|                          | M393        | 石岩外环路公交总站     | ⇆                     | 凤凰智谷公交场站           | 2–8元                 | 巴士三分              | 原 E17（第一代）         |
|                          | M405        | 壹成中心九区公交首末站 | ⇆                     | 華強路地鐵公交接駁站       | 2元                   | 巴士二分              | 原 M201区间              |
|                          | M477        | 观辅路公交首末站       | ⇆                     | 民治股份商业中心公交首末站 | 2元                   | 西部四分              | 原 B647                  |
|                          | M566        | 新田和记总站           | ⇆                     | 御领公馆公交首末站         | 2元                   | 东部一分              | 原 B666（第一代）        |
|                          | M579        | 石龙公交场站           | ⇆                     | 民乐公交接驳站             | 3元                   | 西部四分              | 原 高峰专线91（第一代）  |
|                          | M597        | 已于2024年12月1日停办  | 已于2024年12月1日停办 | 已于2024年12月1日停办      | 已于2024年12月1日停办 | 已于2024年12月1日停办 | 已于2024年12月1日停办    |
|                          | B917A       | 中梅路公交首末站       | ↺                     | 中梅路公交首末站           | 1元                   | 西部四分              | 节假日部分时段为定时班车 |
|                          | 高峰专线120 | 深圳北站东广场         | →                     | 南山中心区公交总站         | 2.5元                 | 巴士五分              | 定时班车                 |
| 深圳北站交通枢纽公交场站 | 高峰专线120 | ←                      |                       | 南山中心区公交总站         | 2.5元                 | 巴士五分              | 定时班车                 |

| 编号 | 编号              | 线路                 | 线路                   | 线路                       | 收费  | 运营商   | 备注            |
| ---- | ----------------- | -------------------- | ---------------------- | -------------------------- | ----- | -------- | --------------- |
|      | NA2机场龙华线夜班 | 北站西广场应急停车场 | →                      | 机场新航站楼               | 25元  | 巴士三分 | 定时班车；原 A2 |
| ←    | NA2机场龙华线夜班 | 北站西广场应急停车场 | 机场地面交通中心西平台 |                            | 25元  | 巴士三分 | 定时班车；原 A2 |
|      | M207              | 东方尊峪公交总站     | ⇆                      | 深圳北站交通枢纽公交场站   | 2元   | 巴士公汽 | 原 207          |
|      | M225              | 大富路公交首末站     | ⇆                      | 北站西广场应急停车场       | 2.5元 | 西部四分 |                 |
|      | M365外环          | 北站西广场应急停车场 | ↺                      | 北站西广场应急停车场       | 2.5元 | 西部四分 | 夜间为定时班车  |
|      | M477              | 观辅路公交首末站     | ⇆                      | 民治股份商业中心公交首末站 | 2元   | 西部四分 | 原 B647         |

| 编号   | 编号     | 线路                 | 线路 | 线路                     | 收费  | 运营商   | 备注                    |
| ------ | -------- | -------------------- | ---- | ------------------------ | ----- | -------- | ----------------------- |
|        | 81       | 月亮湾公交综合车场   | ⇆    | 民乐公交接驳站           | 2.5元 | 巴士五分 |                         |
|        | M207     | 东方尊峪公交总站     | ⇆    | 深圳北站交通枢纽公交场站 | 2元   | 巴士公汽 | 原 207                  |
|        | M363     | 秀峰公交总站         | ⇆    | 深圳北站交通枢纽公交场站 | 3元   | 东部二分 | 原 高峰专线34（第一代） |
|        | M365外环 | 北站西广场应急停车场 | ↺    | 北站西广场应急停车场     | 2.5元 | 西部四分 | 夜间为定时班车          |
|        | M385     | 平湖平安大道总站     | →    | 新安学院总站             | 3元   | 东部三分 | 原 K354                 |
| 富伟厂 | M385     | ←                    |      | 新安学院总站             | 3元   | 东部三分 | 原 K354                 |
|        | M459     | 丽康总站             | ⇆    | 民田路公交总站           | 2.5元 | 巴士四分 |                         |

## 配套设施

### 停车场
停车场位于西广场地下一层和二层，共设停车位1971个。其中地下一层还设有出租车停车场，可停靠出租车300辆。从深圳站（罗湖口岸）至深圳北站的的士車資約55元。

### 商場

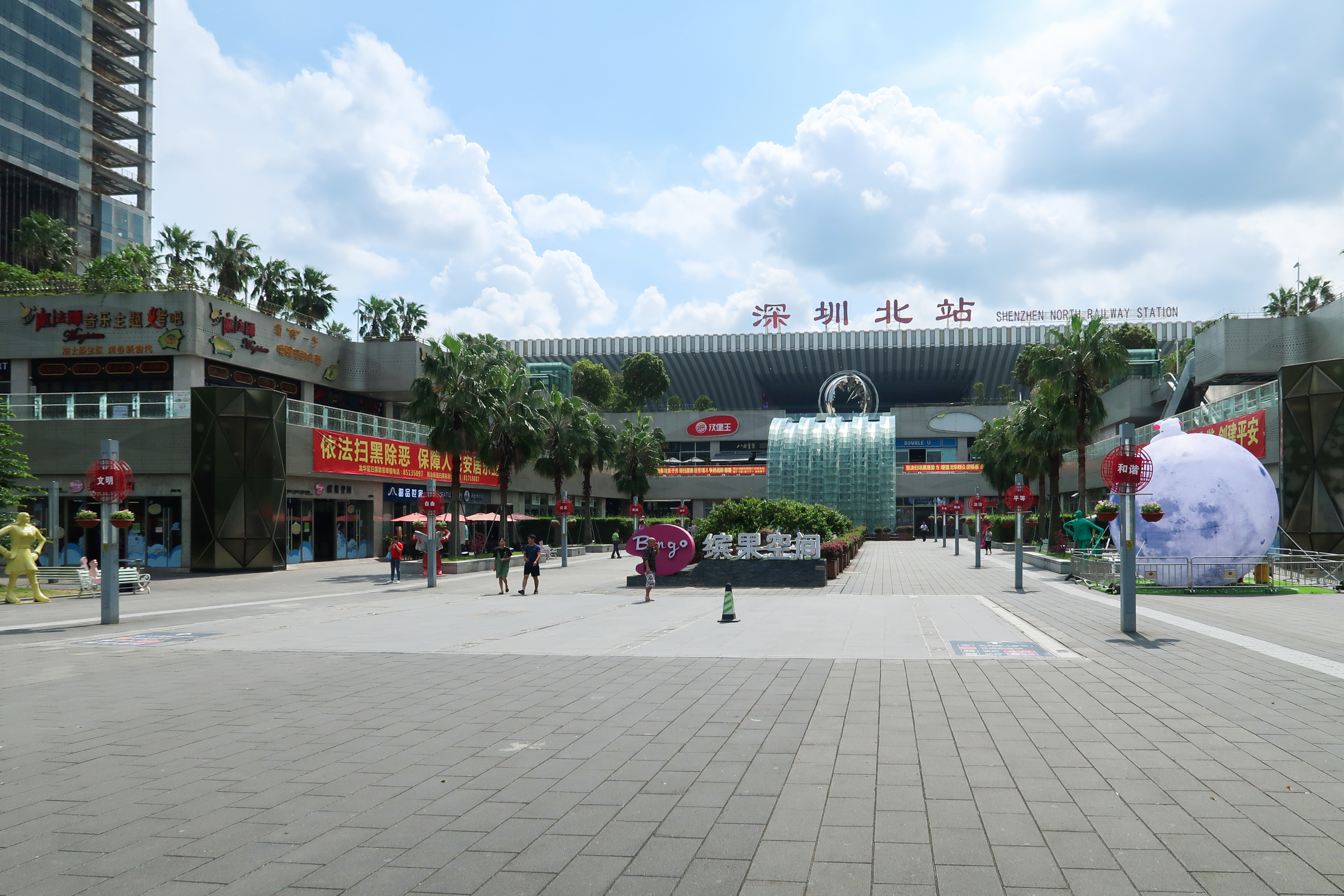
缤果空间入口与深圳北站东广场

益田集團將東廣場L1及L2部分樓面劃為商業空間，命名為繽果空間，面積約三萬平方米，在2014年第四季開業。商場主要以食肆、服飾和運動品牌折扣場為主。
另外，深圳市美榮投資發展有限公司在東廣場南側三層至五層組建優越時代廣場，面積約三萬平方米。

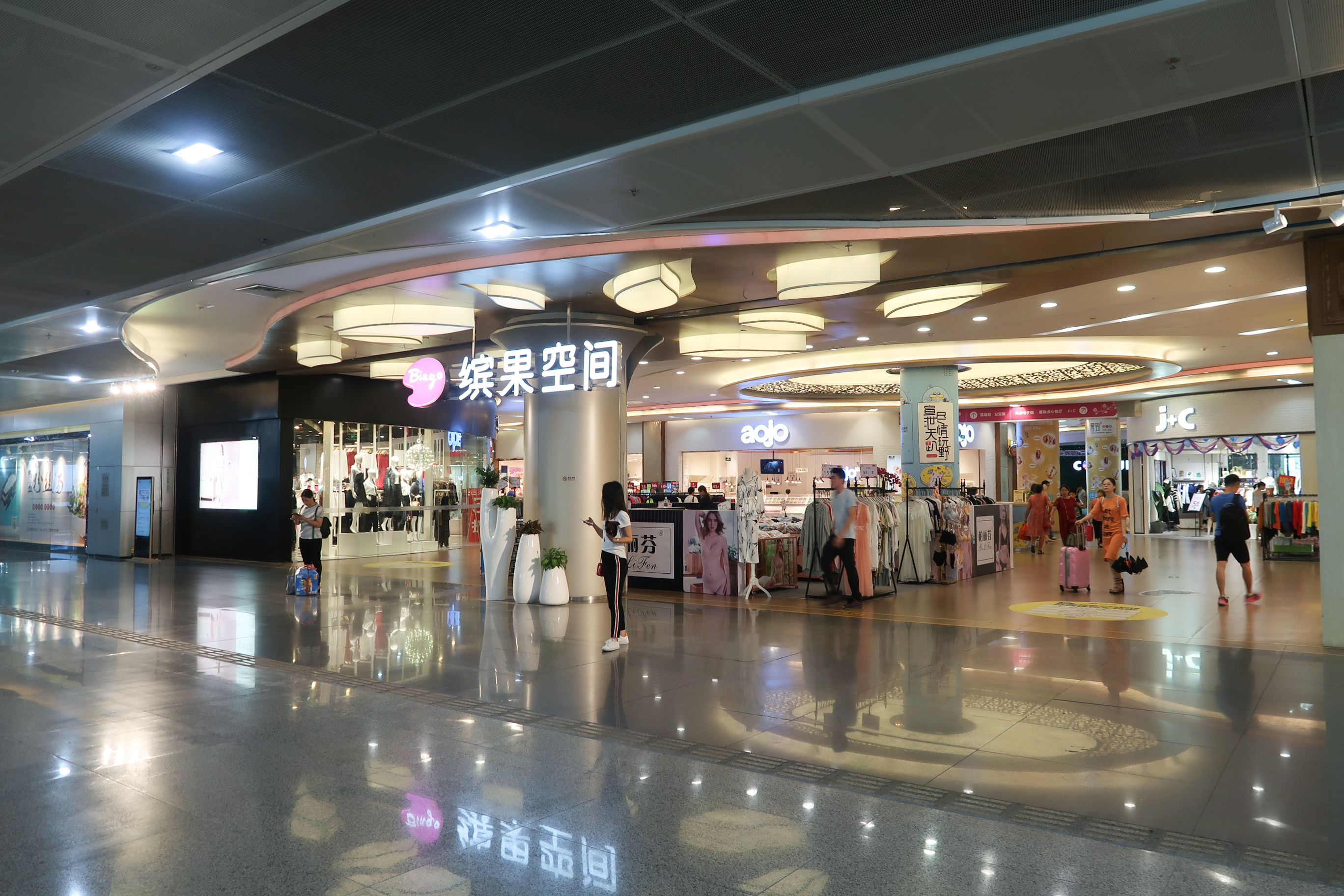
L1入口
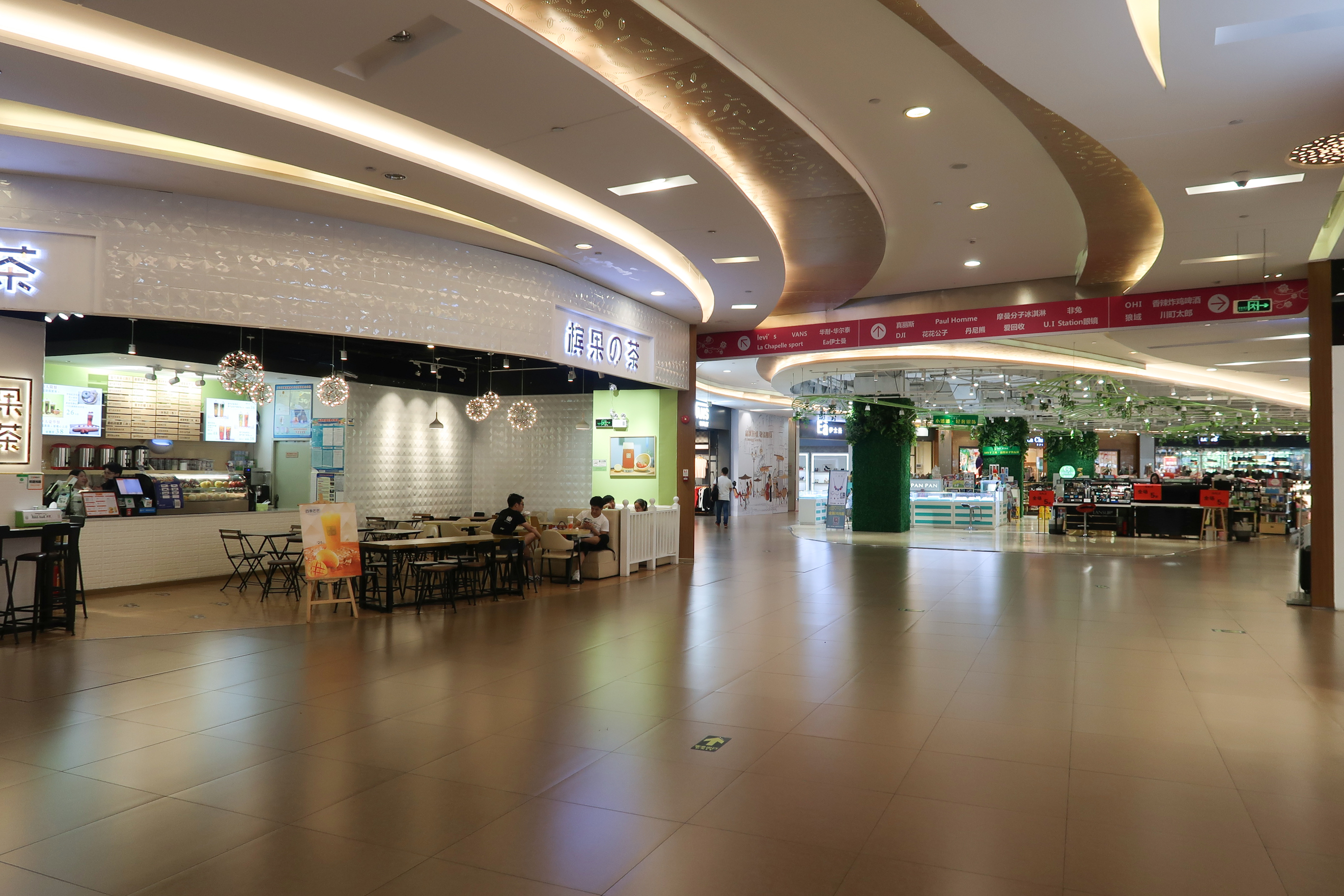
L1商店
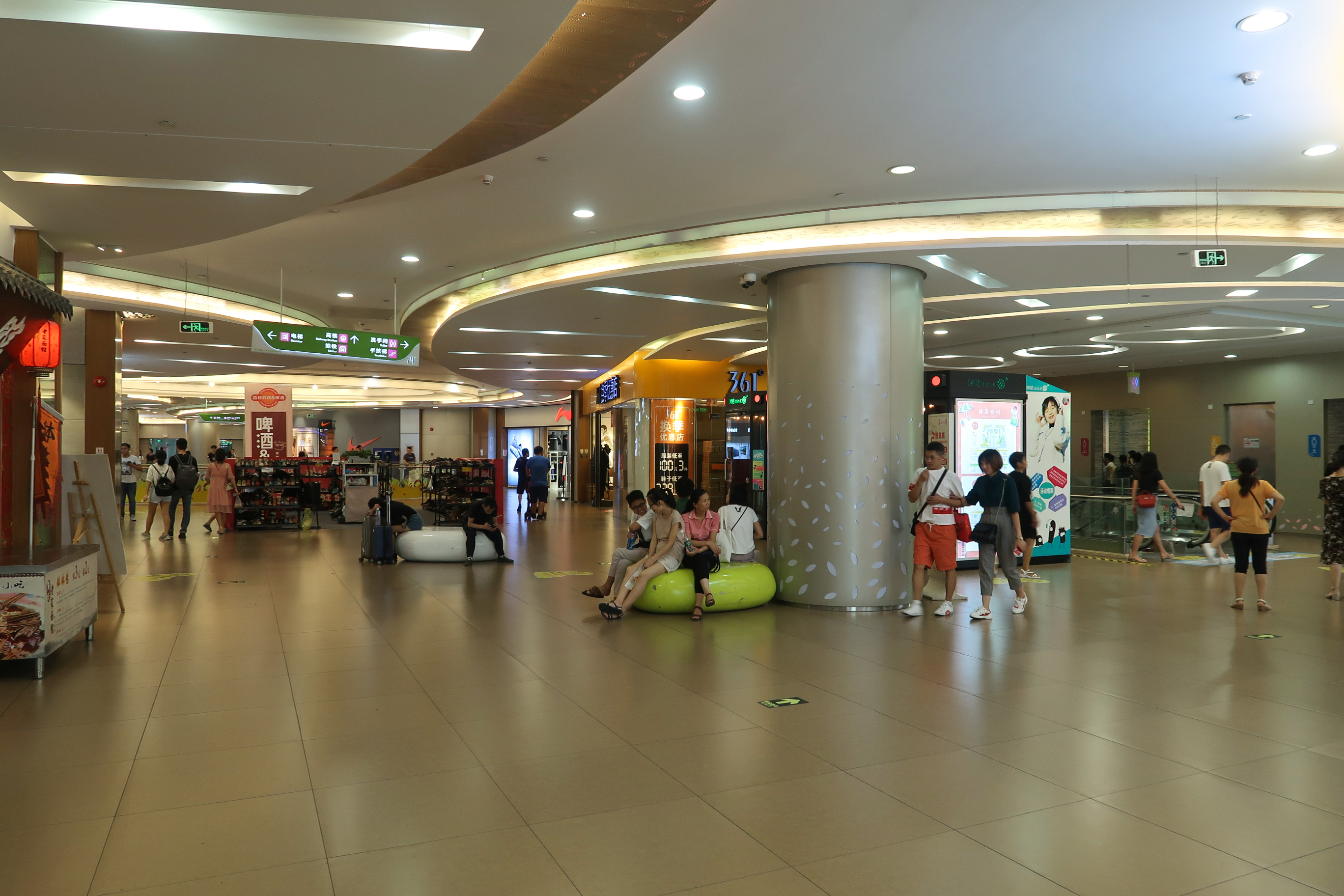
L2商店
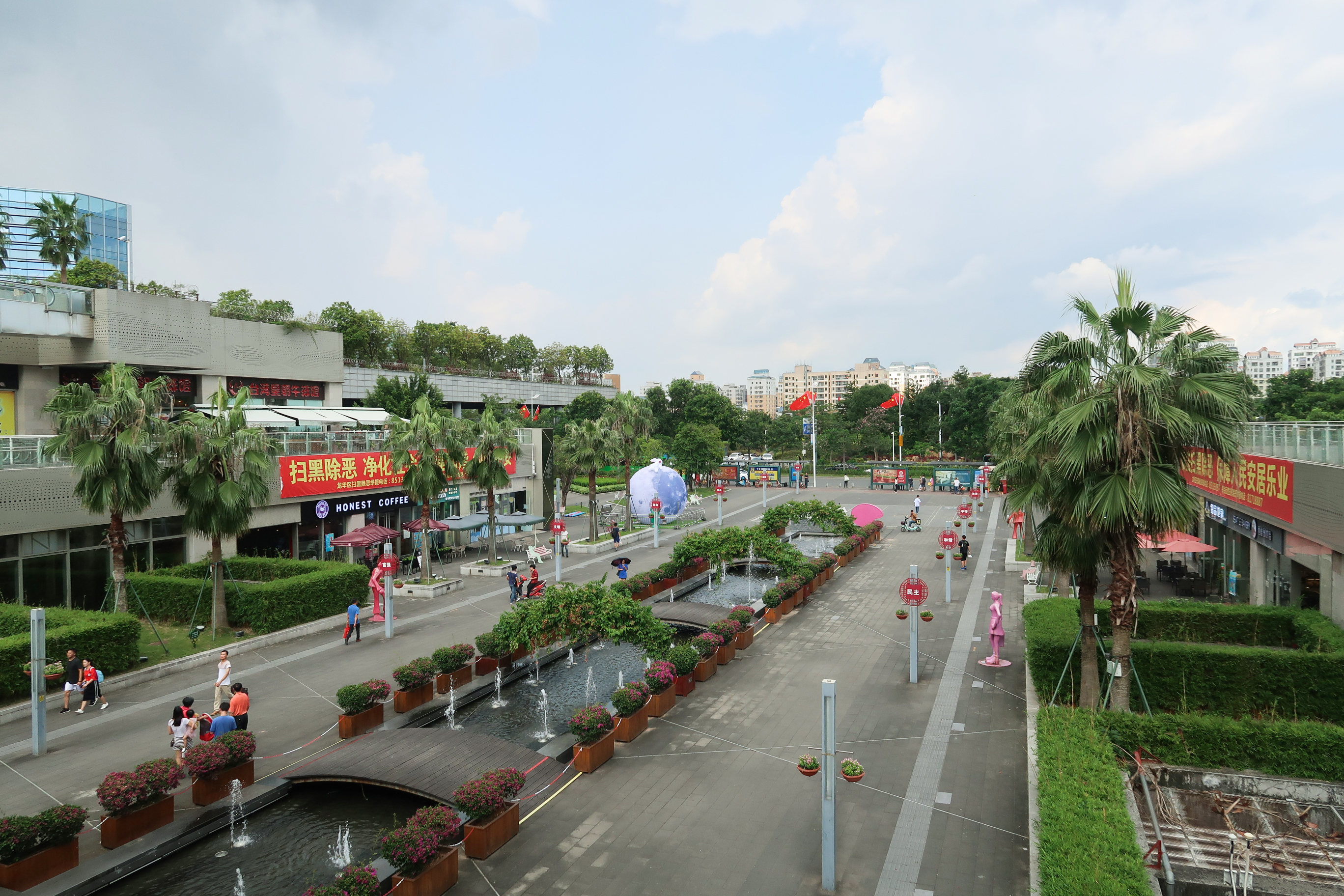
戶外廣場（已改建）

### 深圳地鐵上蓋發展
本站東北面附設有兩個深鐵上蓋商業發展項目，分別由深圳市地鐵集團及其子公司萬科，以及深鐵與中國中鐵合作發展，並分別命名為匯隆商務中心及匯德大廈，包含甲級商廈、酒店及商場。本項目由美國墨菲/揚建築師事務所設計。